# Dominique Goblet

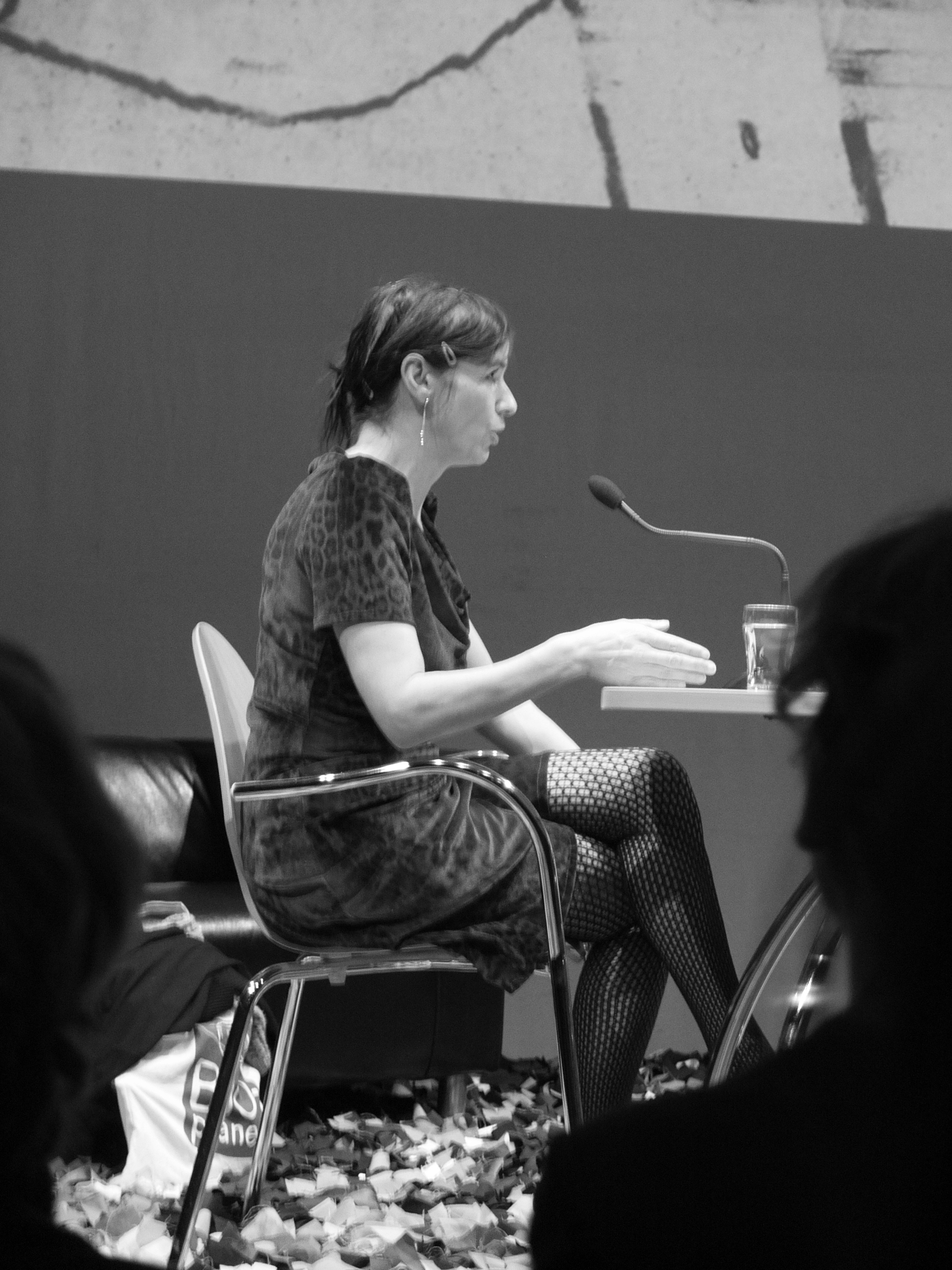
Dominique Goblet op het Writers Unlimited-festival te Den Haag (februari 2015)

Dominique Goblet (Brussel, 8 juli 1967) is een Belgische kunstenares, illustratrice en pionier van de graphic novel. Zij woont en werkt in Brussel.
Haar werk is experimenteel, gevarieerd van stijl, poëtisch en dikwijls autobiografisch. Goblet studeerde van 1984 tot 1987 beeldende kunsten aan de Hogeschool Sint-Lukas Brussel en van 1987 tot 1990 een vervolgopleiding illustratie. Tussen 2001 en 2003 behaalde zij lesbevoegdheden in de Kunsten en het Engels. Haar werk werd beïnvloed door de poëtische intensiteit en de technieken (zoals het gebruik van een rode balpen) van het werk van de Belgische graficus Stéphane Mandelbaum.
Goblet is opgegroeid in een tweetalig gezin. Haar Franstalige vader Jean Lieve Goblet was brandweerman en overleed in 1998; haar moeder was Vlaamse. Haar geliefde Guy-Marc Hinant verzorgt regelmatig de teksten bij haar werk.
Haar debuut Portraits Crachés (1997) is een bundeling van verhalen en illustraties die eerder verschenen in het tijdschrift Frigorevue. In Souvenir d'une journée parfaite (2001) vormt het fictieve personage Mathias Khan de schakel tussen een jonge vrouw en haar overleden vader. Het boek kwam voort uit een workshop getiteld Récits de villes van het tijdschrift Frigobox. Aan het ontstaan van Faire semblant c'est mentir (2007) ging meer dan een decennium werk vooraf. Het verhaal brengt twee autobiografische elementen samen: jeugdervaringen met alcoholmisbruik en kindermishandeling en een door herinneringen aan een vorige relatie geplaagde geliefde. Angst en concurrentie zijn de overkoepelende thema's van het duistere Les Hommes Loups. Chronographie (2010) bundelt getekende portretten die zijzelf en haar opgroeiende dochter Nikita (geboren in 1990) van elkaar maakten gedurende tien jaar. De protagoniste van Plus si entente (2014) zoekt op datingsites naar mannen die zich verdienstelijk weten te maken in huis en tuin. Goblets boeken zijn vertaald naar het Duits, Engels, Nederlands en Noors.
Naast graphic novels publiceert Goblet korte getekende verhalen in verscheidene tijdschriften en haar werk verschijnt in compilaties. Zij nam bijvoorbeeld deel aan Comix 2000, een 2000 pagina's tellende bundeling van getekende verhalen zonder tekst van meer dan driehonderd auteurs dat eenmalig werd uitgegeven door L'Association ter gelegenheid van het nieuwe millennium. Haar werken zijn ontworpen om tegelijk te worden gepubliceerd en te worden tentoongesteld.
In september 2015 werd  op last van de Universiteit van St. Petersburg een expositie van tekeningen uit het laatste boek Plus si entente door haarzelf en de Berlijnse kunstenaar Kai Pfeiffer in het Nabokov-museum te Sint-Petersburg aanvankelijk gecensureerd en kort daarna voortijdig ontmanteld.
Zij won de Grand Prix Töpffer 2020, een onderscheiding van de stad en het kanton Genève voor een Franstalige stripauteur voor diens volledige oeuvre.

## Secundaire literatuur
- Bart Beaty, Unpopular culture: transforming the European comic book in the 1990s (Toronto 2007), 93-95.
- Jan Baetens, 'Dominique Goblet: the meaning of form' in: Michael Chaney ed., Graphic Subjects (Madison 2011), 76-92.
- Jan Baetens, 'Dominique Goblet: écrire au féminin?' in: Interférences littéraires/Literaire interferenties, nr. 14, oktober 2014, 163-177.
- Christian Rosset, Éclaircies sur le terrain vague (Paris 2015), 259-262.